# Caucalières
Caucalières é uma comuna francesa na região administrativa da Occitânia, no departamento de Tarn. Estende-se por uma área de 12.8 km², e possui 283 habitantes, segundo o censo de 2018, com uma densidade de 22 hab/km².